# 송계백
송계백(宋繼白, 1896년 ~ 1922년)은 일제강점기의 독립운동가이다. 본관은 여산(驪山)이며, 호(號)는 평원(平原)이다. 예비역 대한민국 육군 중장 송호림 장군의 백부(큰아버지)이다.

## 생애
평안남도 평원군 출생이다. 보성중학교를 1915년에 졸업하고 일본에 유학하여 와세다 대학교에서 수학했다. 와세다 대학 학생으로 있던 1919년, 3·1 운동의 도화선이 되었던 도쿄에서의 2·8 독립선언에 9인 대표 중 한 사람으로 참가했다.
그해 1월부터 개최된 파리강화회의로 국제정세의 변동이 예견되던 가운데, 1918년 말부터 일본 유학생들 사이에서는 독립 운동 실행에 대한 분위기가 고조되었다. 이들은 송계백을 비롯하여 최팔용과 김도연 등 11명의 실행위원을 선임하여 독립 선언 계획을 추진했다.
그는 1919년 1월초에 이들 유학생 대표로 국내에 밀파되어 중요한 역할을 하게 된다. 그의 목적은 이광수가 작성한 독립선언서를 인쇄할 수 있는 활자와 운동 자금을 구하는 것이었다. 그는 선언서를 비단조각에 써서 이를 학생복 속에 바늘로 꿰매어 숨기고 국내에 잠입한 뒤 보성중학교 교장인 최린과 1년 선배인 현상윤을 통하여 최남선, 송진우 등을 만나서 거사 계획을 알리고 논의했으며, 정노식에게서는 운동 자금을 협조받았다.
2월 8일 오후 2시에 조선기독교청년회관에서 독립선언서가 낭독되었고, 송계백을 비롯한 선언서 서명자 9명은 일본 경찰에 체포되어 금고형을 선고받았다. 그는 금고 7개월 15일형을 언도받고 복역하였다. 1922년 1월 12일 오전 10시에 숙환으로 사망했다.

## 사후
1962년 건국훈장 독립장이 추서되었다.

## 참고자료
- 대한민국 국가보훈처, 이 달의 독립 운동가 상세자료 - 송계백, 1999년[깨진 링크]
- 네이버 캐스트 : 독립운동가 - 송계백